# Femmes au soleil
Pour plus de détails, voir Fiche technique et Distribution.
Femmes au soleil est un film français réalisé par Liliane Dreyfus, sorti en 1974.

## Synopsis
Dans une belle villa, en Provence, quelques femmes, leurs compagnons et leurs enfants profitent de la douce langueur de l'été autour de la piscine. Seule Emma parait plus fébrile. Elle attend secrètement l'arrivée de l'homme qu'elle aime et qui doit les rejoindre à moto. Près des hommes, plutôt indifférents, chaque femme révèle au fil des heures sa sensibilité, confiant ses regrets, résignations, satisfactions et espoirs. 

## Fiche technique
- Titre : Femmes au soleil
- Réalisation : Liliane Dreyfus
- Conseiller technique : Éric Rohmer
- Scénario et dialogues : Liliane Dreyfus
- Photographie : Nestor Almendros
- Son : Antoine Bonfanti
- Musique : Bookie Binkley
- Production : Bethsabée Films
- Pays de production :  France
- Langue originale : français
- Durée : 94 minutes
- Genre comédie dramatique
- Date de sortie : 
  - France : 19 juin 1974
- Classification :
  - France : Tous publics

## Distribution
- Nathalie Chantrel : Perla
- Geneviève Fontanel : Agnès
- Juliette Mayniel : Emma
- Jacques Richard
- Etienne Chicot